# خواب نوشین
 خواب نوشین نام یک آلبوم موسیقی اثر مرضیه، هنرمند ایرانی است که در سبک سنتی و پاپ تهیه شده و دارای ۱۰ قطعه است.

## فهرست آهنگ‌ها
| ردیف | آهنگ         |
| ۱    | می زده       |
| ۲    | بی داد زمان  |
| ۳    | خواب نوشین   |
| ۴    | گیسو         |
| ۵    | عوض دل       |
| ۶    | وعده کردی    |
| ۷    | دل غافل      |
| ۸    | دختر کولی    |
| ۹    | خاموش نمیرید |
| ۱۰   | چاره ساز     |